# Moschea Üç Şerefeli
La moschea Üç Şerefeli (in turco Üç Şerefeli Camii) è una moschea ottomana di Edirne, in Turchia. Il nome, che letteralmente significa moschea dei tre balconi, è dovuto alla particolarità della triplice balconata presente sul minareto più alto. È situata nel centro storico della città, a poche centinaia di metri dalla moschea Selimiye e dalla moschea Vecchia.

## Storia e descrizione
La moschea fu costruita per volontà del sultano Murad II tra il 1438 ed il 1447. Oltre al tempio vero e proprio fu edificato accanto un complesso di edifici, noto come külliye, all'interno del quale erano presenti una mekteb, un imaret e due medrase. Non è noto chi fu l'architetto che progettò la struttura. Fu danneggiata da un incendio nel 1732 e da un sisma nel 1748. Fu quindi restaurata nel 1764 per volontà del sultano Maometto III. 
Dal punto di vista stilistico la moschea Üç Şerefeli rappresenta un punto d'incontro tra le moschee precedenti, costruite secondo i canoni dell'architettura selgiuchide, e quelle delle decadi successive, realizzate secondo il gusto ottomano classico. La cupola, il cui diametro misura 24 m, era all'epoca della sua costruzione, la più grande di tutti gli edifici ottomani. Accanto a quella centrale, sono presenti sia sul lato est che su quello ovest due cupole. Entrambe le cinque strutture sono rivestite esternamente di piombo. L'edificio è stato realizzato principalmente con blocchi di calcare, sebbene non manchino anche sezioni in marmo.
L'accesso al complesso è effettuato attraverso un grande portale, di gusto selgiuchide, finemente decorato che introduce un cortile rettangolare porticato al centro del quale si staglia un sadirvan ottagonale. Il portico del cortile è sormontato in tutta la sua estensione da una serie di cupole, anch'esse rivestite di piombo, il cui interno è decorato con motivi floreali e iscrizioni coraniche. L'interno dell'edificio presenta delle decorazioni a muqarnas, mentre la volta della cupola è finemente ornata con motivi floreali e iscrizioni coraniche. Nel timpano interno sono presenti due pannelli di piastrelle dipinte probabilmente realizzate dalle stesse maestranze che realizzarono quelli presenti nella moschea verde di Bursa.
La moschea ha quattro minareti, il più alto (67 m.), è posto nell'angolo sud-ovest ed è quello che dà il nome al tempio. Il minareto dell'angolo sud-est invece ha due balconi, i restanti due uno a testa. All'interno del complesso è presente anche un cimitero dove sono presenti alcune lapidi risalenti al VII secolo.